# Ляшенко Лука Іванович
Ляшенко Лука Іванович  (1898—1976) — український письменник, кінорежисер, актор.

## З життєпису
Народився 12 листопада 1898 року в селі Житне Сумської області. Закінчив Київський музично-драматичний інститут ім. М. В. Лисенка (1930). Працював на Одеській (1928—1932) і Київській кіностудіях, потім зазнав репресій (1935 і 1946).

Знімався у фільмах: «Знайоме обличчя» (1929, начальник партизан), «Хліб» (1930, червоноармієць), «Земля» (1930, молодий куркуль), «Останній порт» (1934, Андрій Журба), «Щорс» (1939, Чиж і Старий), «Григорій Сковорода» (1959, кріпак).
Автор сценаріїв стрічок: «В заметах» (1929), «Вовчі стежки» (1931, у співавт., також тут режисер-постановник), багатьох книжок для дітей і юнацтва.
Помер 1 грудня 1976 р. в Києві.